# Système de maison

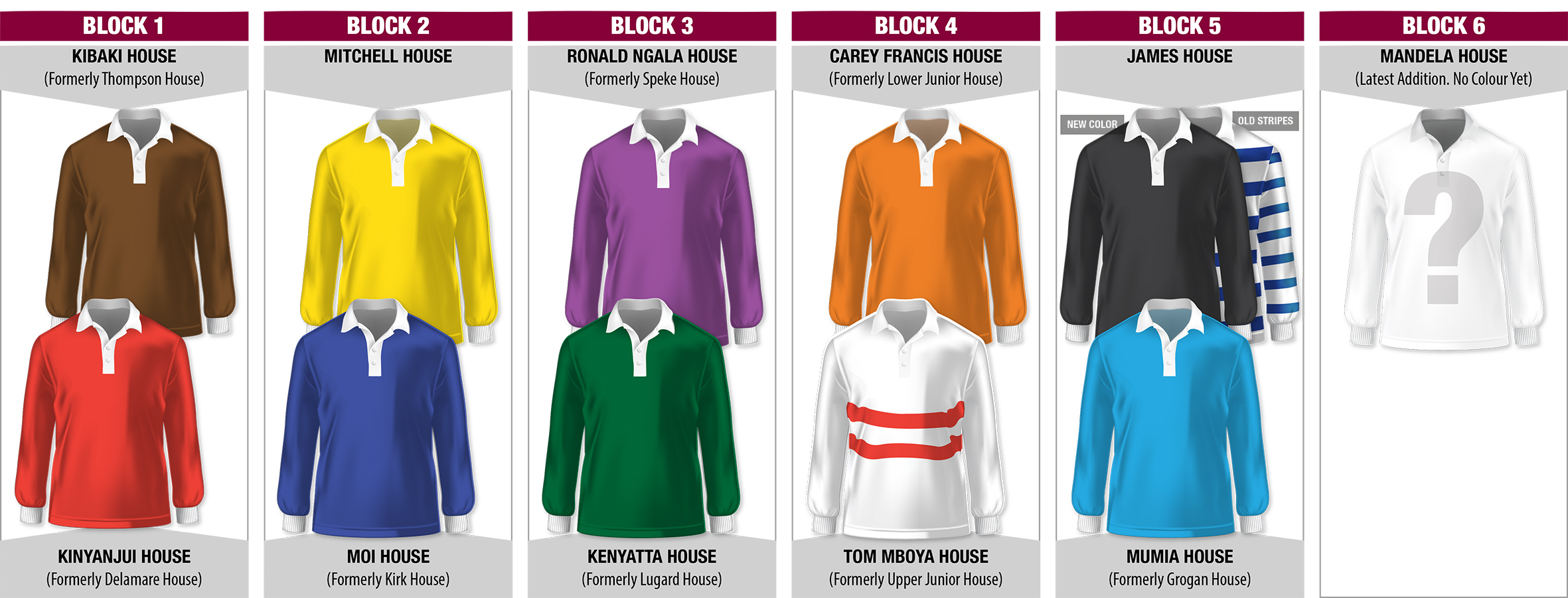
Couleurs des différentes "maison" de la Lenana School de Nairobi au Kenya.

Le système de maison (house system) est une caractéristique traditionnelle des écoles au Royaume-Uni, reposant sur des sous-unités appelées « maisons », chaque élève étant affecté à une maison au moment de son inscription. La pratique s'est étendue aux pays du Commonwealth et aux États-Unis.
Les maisons peuvent rivaliser dans les sports et peut-être d'autres manières, en mettant l'accent sur la fidélité au groupe.
Historiquement, le système de maison était associé aux écoles publiques en Angleterre, en particulier aux internats complets, où une « maison » faisait référence à une pension à l'école. À l'époque moderne, dans les externats et les internats, le mot « maison » peut désigner uniquement un groupe d'élèves, plutôt qu'un bâtiment particulier.
L'autrice J. K. Rowling a fait découvrir aux jeunes lecteurs du monde entier cette organisation des écoles, dans son best-seller « Harry Potter ».